# Paracaesio waltervadi
Paracaesio waltervadi és una espècie de peix de la família dels lutjànids i de l'ordre dels perciformes.

## Morfologia
- Els mascles poden assolir 42,9 cm de longitud total.[3][4]

## Hàbitat
És un peix marí de clima subtropical que viu entre 18-40 m de fondària.

## Distribució geogràfica
Es troba al sud de Madagascar.